# Jeghegnadzor
Jeghenadzor (orm. Եղեգնաձոր) – miasto w południowej Armenii, stolica prowincji Wajoc Dzor. W 2022 roku zamieszkiwało je ok. 7 tys. mieszkańców.
Do 1935 roku nazywało się Jeghegik, w latach 1935–1937 Kesziszkent (Kesziszkend), a od 1937 do 1957 roku Mikojan, na cześć radzieckiego polityka Anastasa Mikojana. Miasto słynie z win produkowanych w jego okolicy.

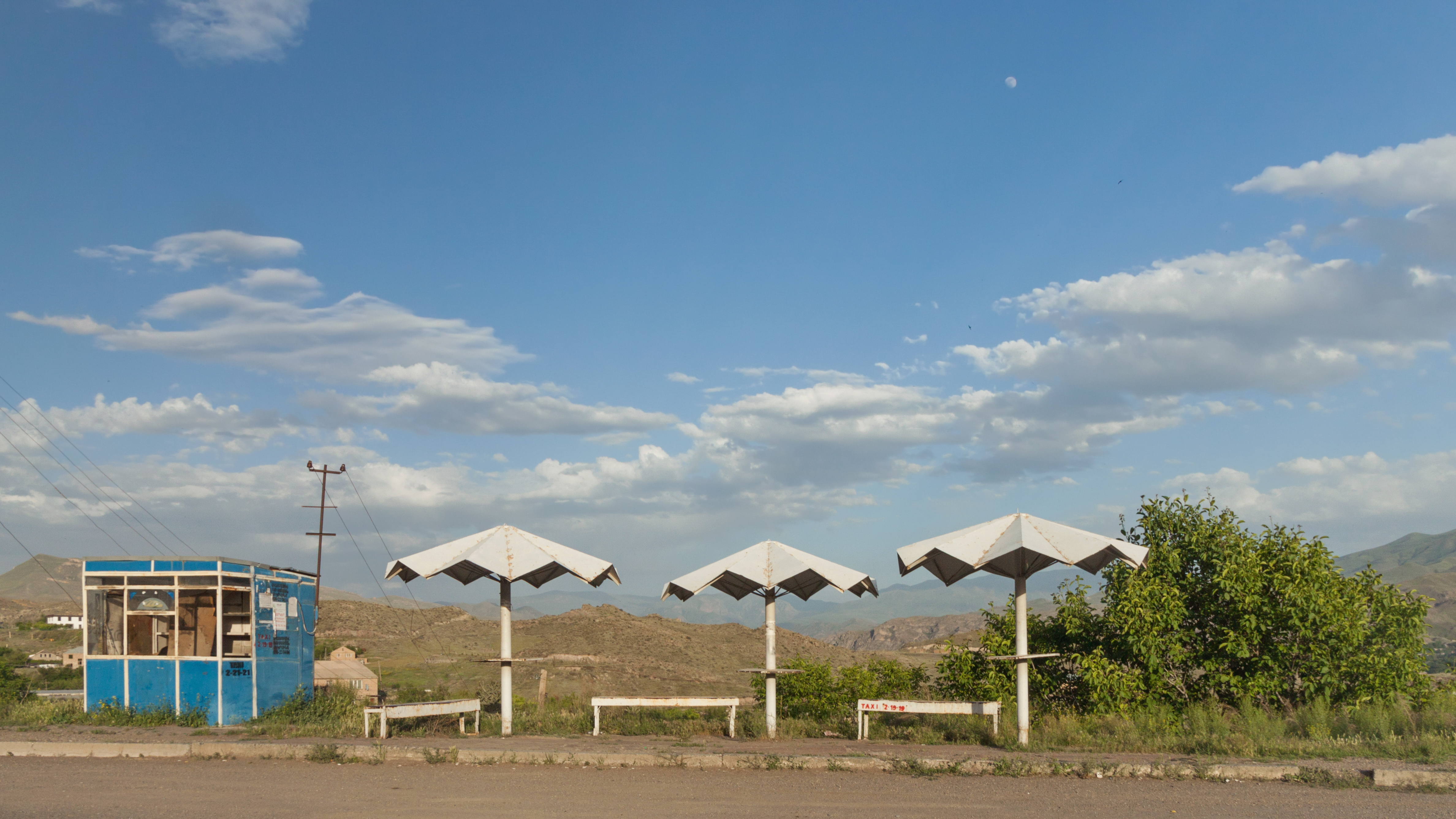
Przystanek autobusowy na drodze M2
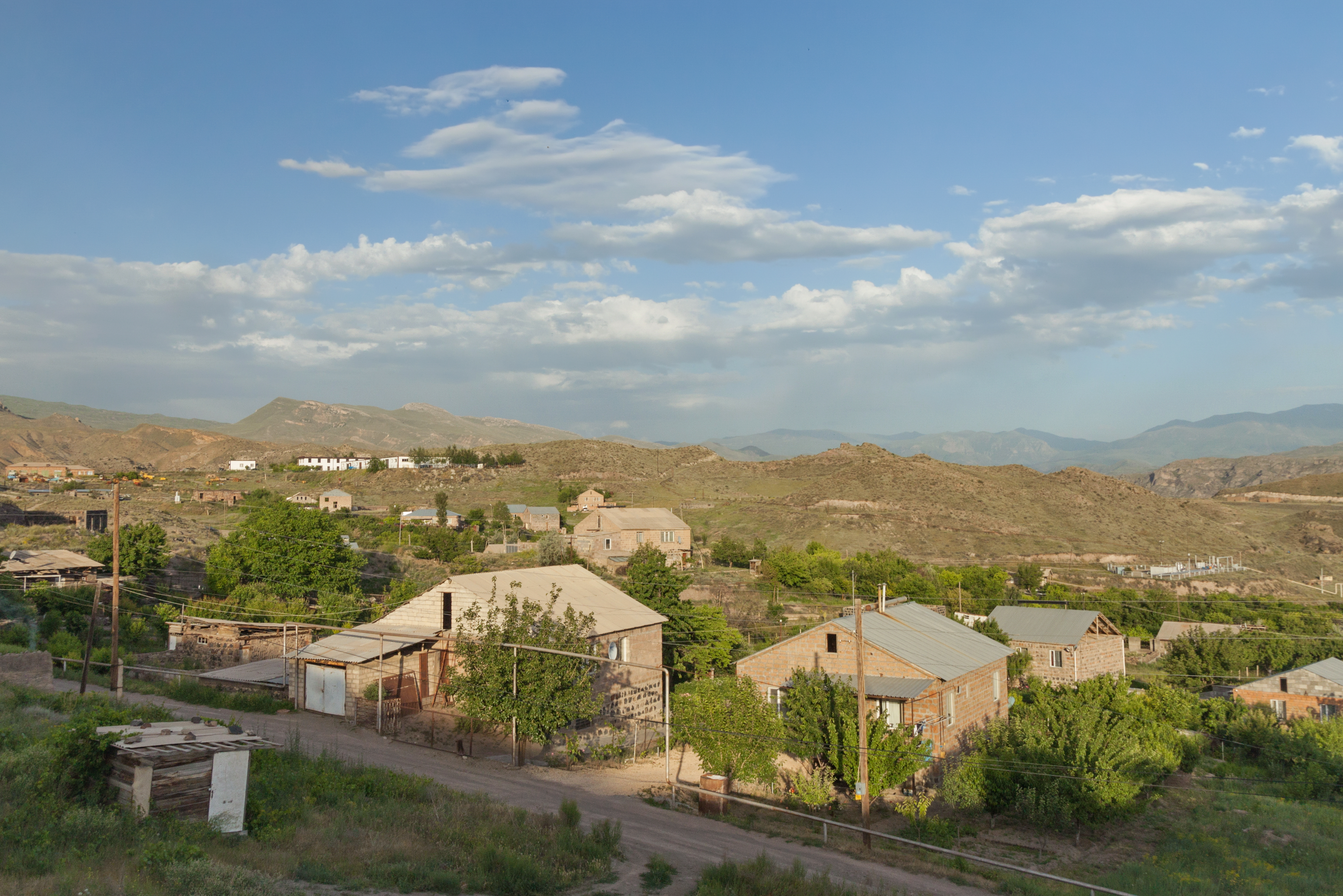
Widoki obrzeża miasta
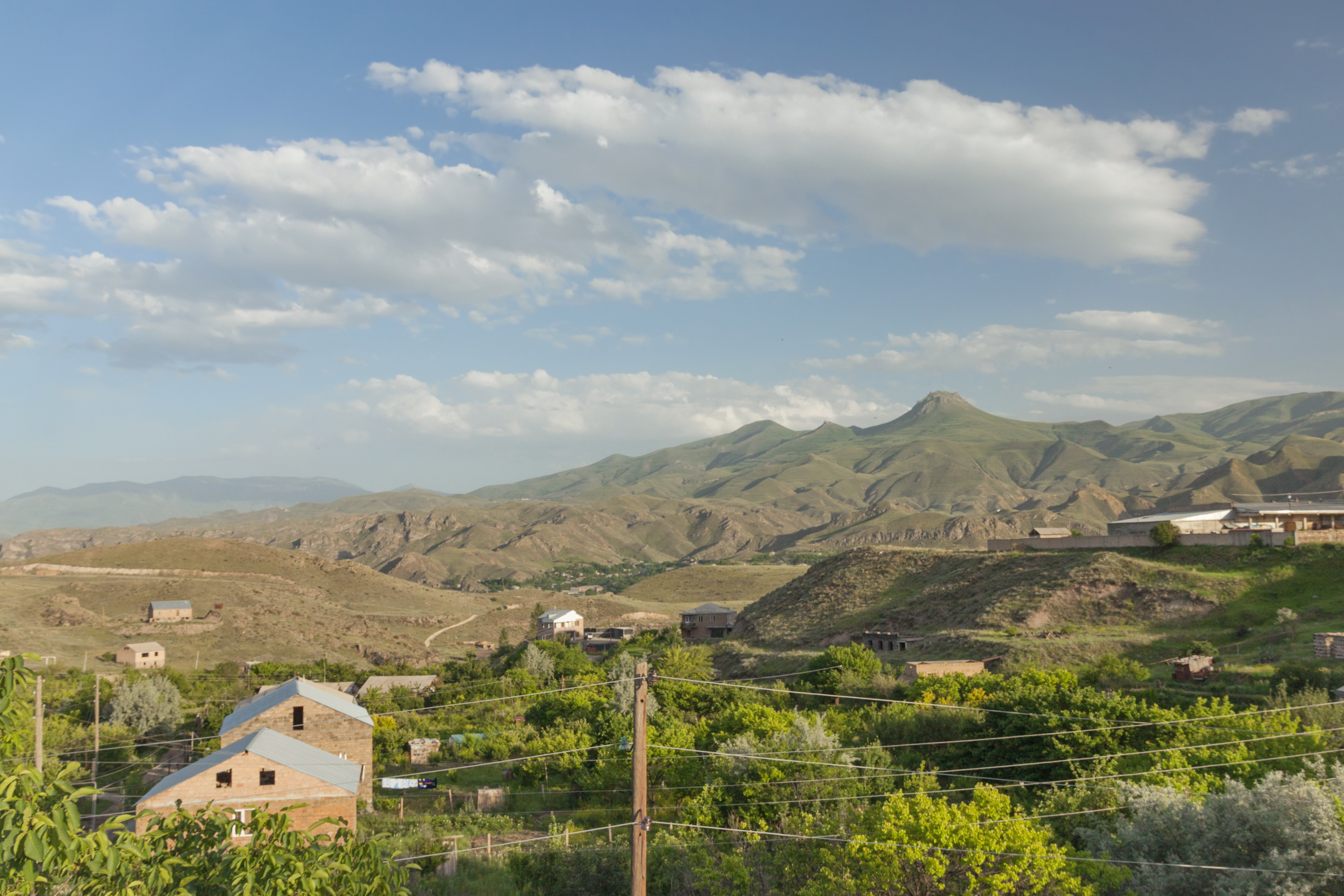
Widoki obrzeża miasta
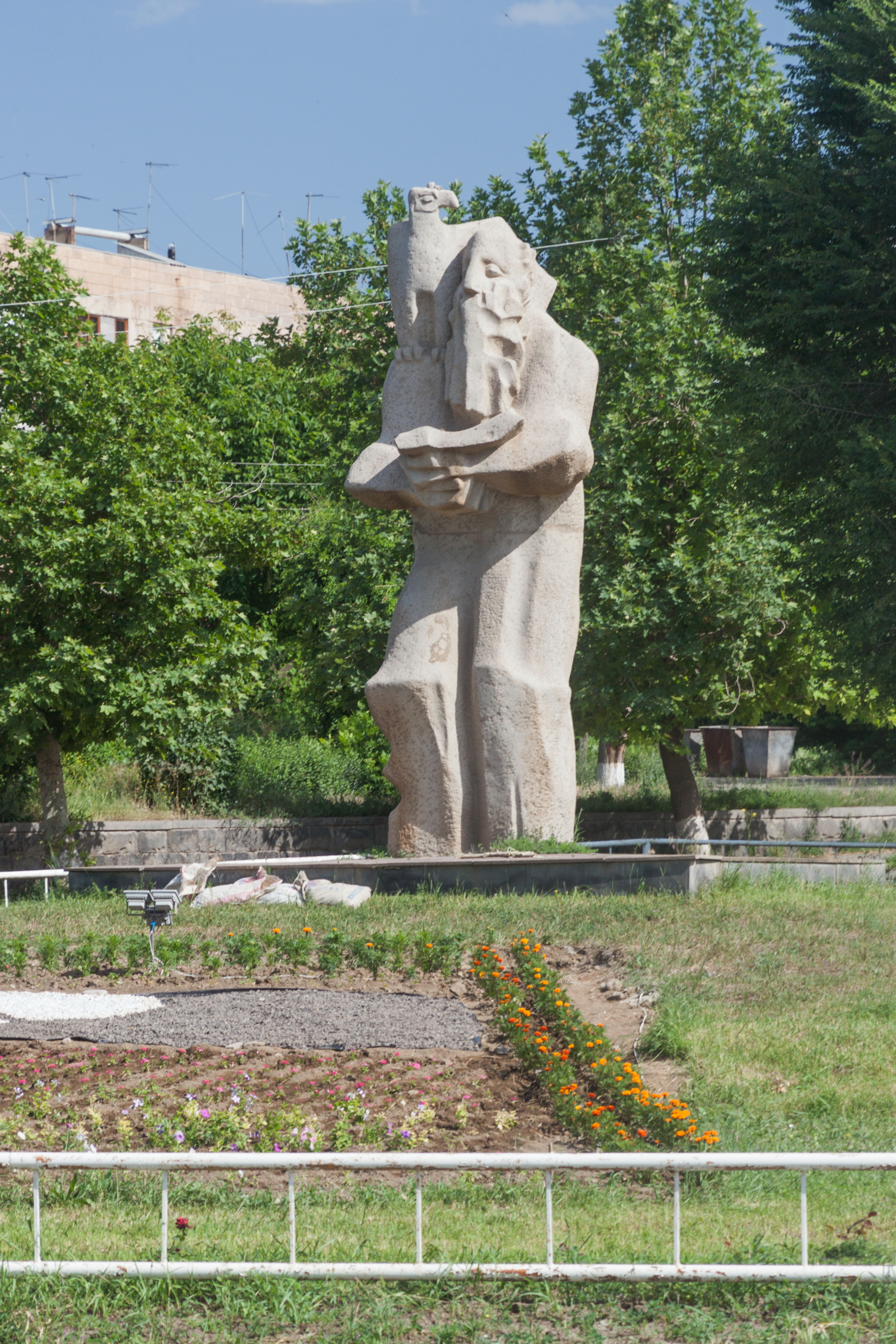
Zabytkowy pomnik przy wjeździe do centrum miasta
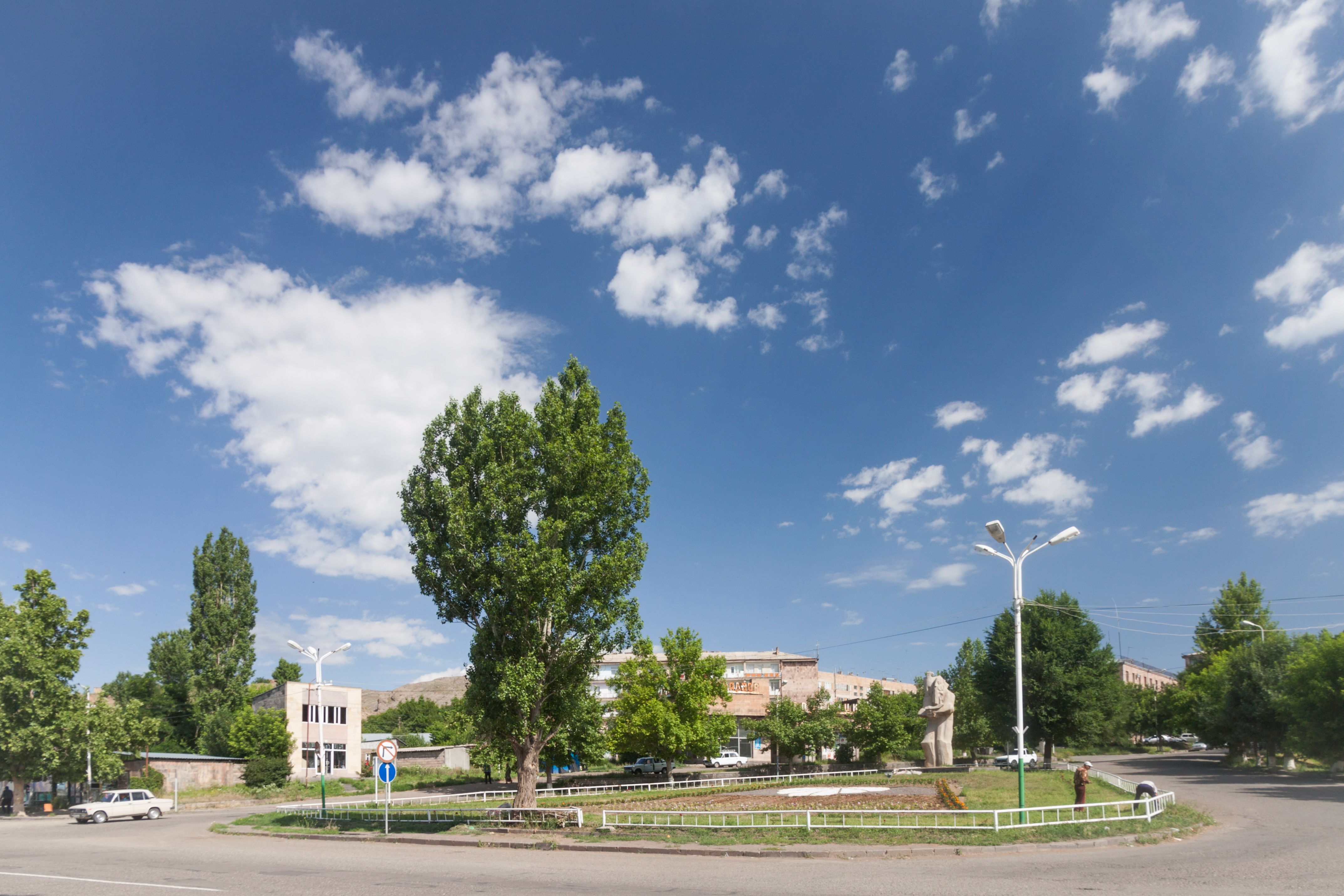
Wjazd do centrum miasta od strony drogi M2